# 붕산
붕산(硼酸, 영어: boric acid)은 붕소를 중심원자로 하는 산소산이며, 화학식은 H3BO3이다. 무색·무취에 진주 광택이 있는 인편상의 결정이다. 더운 물에 잘 녹으며, 방부제·소독제로 쓰인다. 메타붕산·사붕산염, 오붕산염이 잘 알려져 있다. 천연으로 존재하는 것은 함수염이다. 무수염은 붕산과 금속산화물의 융해에 의해, 함수염은 수용액에서 얻을 수 있다.

## 생성
붕사에 염산을 작용시켜 얻는다.
Na2B4O7 · 10H2O + 2 HCl → 4H3BO3 + 2NaCl + 5H2O

## 특성
- H3BO3 → HBO2 + H2O
- 4HBO2 → H2B4O7 + H2O
- H2B4O7 → 2B2O3 + H2O
- H3BO3 + H2O  H4BO4- + H+ (Ka = 5.8x10−10 mol/l; pKa = 9.24)
- 4H4BO4- + 2 H+  B4O2−
7 + 9 H2O

## 결정 구조
|                  |                                                                          |
| 붕산의 단위 격자 | 수소 결합 (점선)은 붕산 분자가 고체 상태의 평행층을 형성한 것을 나타낸다 |